# タチアナ・コトワ
タチアナ・コトワ（Tatyana Vladimirovna Kotova、ロシア語: Татьяна Владимировна Котова、1976年12月11日－）は、コーカンド（ウズベキスタン、ソ連）出身のロシアの女子陸上競技選手である。アテネオリンピックの女子走幅跳で銅メダルを獲得した選手である。また、世界陸上選手権では4大会連続でメダルを獲得している。

## 主な成績
| 年   | 大会                               | 場所                       | 結果 | 記録 |
| ---- | ---------------------------------- | -------------------------- | ---- | ---- |
| 1999 | 世界室内陸上選手権                 | 前橋(日本)                 | 1位  | 6m86 |
| 2000 | オリンピック                       | シドニー(オーストラリア)   | 3位  | 6m83 |
| 2000 | IAAFグランプリファイナル           | ドーハ(カタール)           | 5位  | 6m70 |
| 2001 | 世界室内陸上選手権                 | リスボン(ポルトガル)       | 2位  | 6m98 |
| 2001 | 世界陸上選手権                     | エドモントン(カナダ)       | 2位  | 7m01 |
| 2002 | ヨーロッパ陸上選手権               | ミュンヘン(ドイツ)         | 1位  | 6m85 |
| 2002 | IAAFグランプリファイナル           | パリ(フランス)             | 2位  | 6m86 |
| 2002 | IAAF陸上ワールドカップ             | マドリード(スペイン)       | 1位  | 6m85 |
| 2003 | 世界室内陸上選手権                 | バーミンガム(イギリス)     | 1位  | 6m84 |
| 2003 | 世界陸上選手権                     | パリ(フランス)             | 2位  | 6m74 |
| 2003 | IAAFワールドアスレチックファイナル | モンテカルロ(モナコ)       | 2位  | 6m92 |
| 2004 | 世界室内陸上選手権                 | ブダペスト(ハンガリー)     | 2位  | 6m93 |
| 2004 | オリンピック                       | アテネ(ギリシャ)           | 3位  | 7m05 |
| 2004 | IAAFワールドアスレチックファイナル | モンテカルロ(モナコ)       | 3位  | 6m65 |
| 2005 | 世界陸上選手権                     | ヘルシンキ(フィンランド)   | 2位  | 6m79 |
| 2005 | IAAFワールドアスレチックファイナル | モンテカルロ(モナコ)       | 1位  | 6m83 |
| 2006 | 世界室内陸上選手権                 | モスクワ(ロシア)           | 1位  | 7m00 |
| 2006 | IAAFワールドアスレチックファイナル | シュトゥットガルト(ドイツ) | 4位  | 6m64 |
| 2007 | 世界陸上選手権                     | 大阪(日本)                 | 3位  | 6m90 |
| 2008 | IAAFワールドアスレチックファイナル | シュトゥットガルト(ドイツ) | 7位  | 6m25 |

## 自己記録
- 走幅跳（屋外）　7m42　（2002年6月23日、世界歴代5位）
- 走幅跳（室内）　7m05　（2000年2月26日、世界歴代8位）